# Aline Goffin
Aline Goffin (1989) is een Vlaamse theateractrice, zangeres en stemactrice.
Aline Goffin volgde individuele zangles bij Claron McFadden en David Moss, kleinkunst aan het Herman Teirlinck Instituut en Complete Vocal Technique aan het Complete Vocal Institute in Kopenhagen. Aanvullend heeft ze een bachelor Nederlands, Theater, Film- en Literatuurwetenschappen en een master Theater & Filmwetenschappen.
Als stemactrice vertolkte ze in heel wat nagesynchroniseerde tekenfilms de hoofdrollen in de Vlaamse versie.
Daarnaast is Goffin vooral actief in muziektheater. Ze werkt bij de theatergroepen Zonzo compagnie en Muziektheater Transparant, voor de laatste deed ze onder meer There is no why here, in samenwerking met de Opera van Bologna.
Als singer-songwriter werkt ze mee aan het trio Along A Line. Een eerste album, "Shh.", kwam uit in oktober 2016.

## Filmografie

### Films
- 2004: The Incredibles - stem van Violet Parr
- 2010: Alice in Wonderland - stem van Alice Kingsleigh
- 2010: Despicable Me - stem van Margo
- 2013: Despicable Me 2 - stem van Margo
- 2013: Frozen - stem van prinses Anna[4]
- 2017: Despicable Me 3 - stem van Margo
- 2018: Incredibles 2 - stem van Violet Parr
- 2018: Ralph Breaks the Internet - stem van prinses Anna
- 2019: Frozen II - stem van prinses Anna

### Series
- 2011 - 2013: Shake It Up - stem van Tinka
- 2012 - 2017: Floopaloo, waar ben je? - stem van Greta
- 2019 - 2021: DuckTales - stem van Veerle en Zwarte Reiger

- MusicBrainz: 452fe3b3-f6e8-4104-9a44-8ac6165f8042
- Nederlandse Thesaurus van Auteursnamen: 416704204
- Virtual International Authority File: 52152380146701762623